# Mysidia albicans
Mysidia albicans är en insektsart som först beskrevs av Stsl 1855.  Mysidia albicans ingår i släktet Mysidia och familjen Derbidae. Inga underarter finns listade i Catalogue of Life.